# Crinum purpurascens
Crinum purpurascens är en amaryllisväxtart som beskrevs av Herb.. Crinum purpurascens ingår i släktet Crinum, och familjen amaryllisväxter. Inga underarter finns listade i Catalogue of Life.

## Bildgalleri

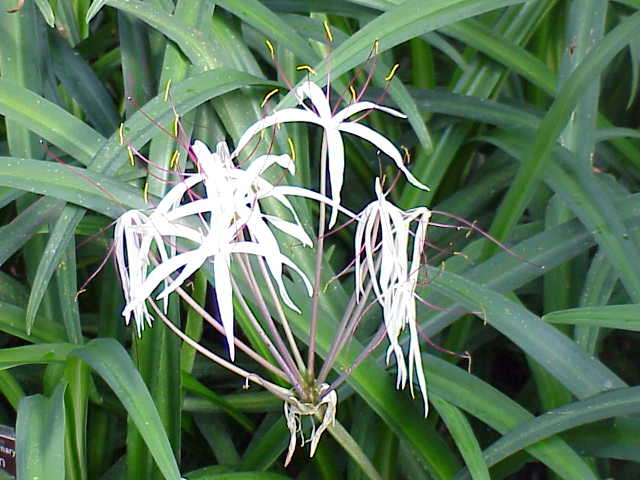
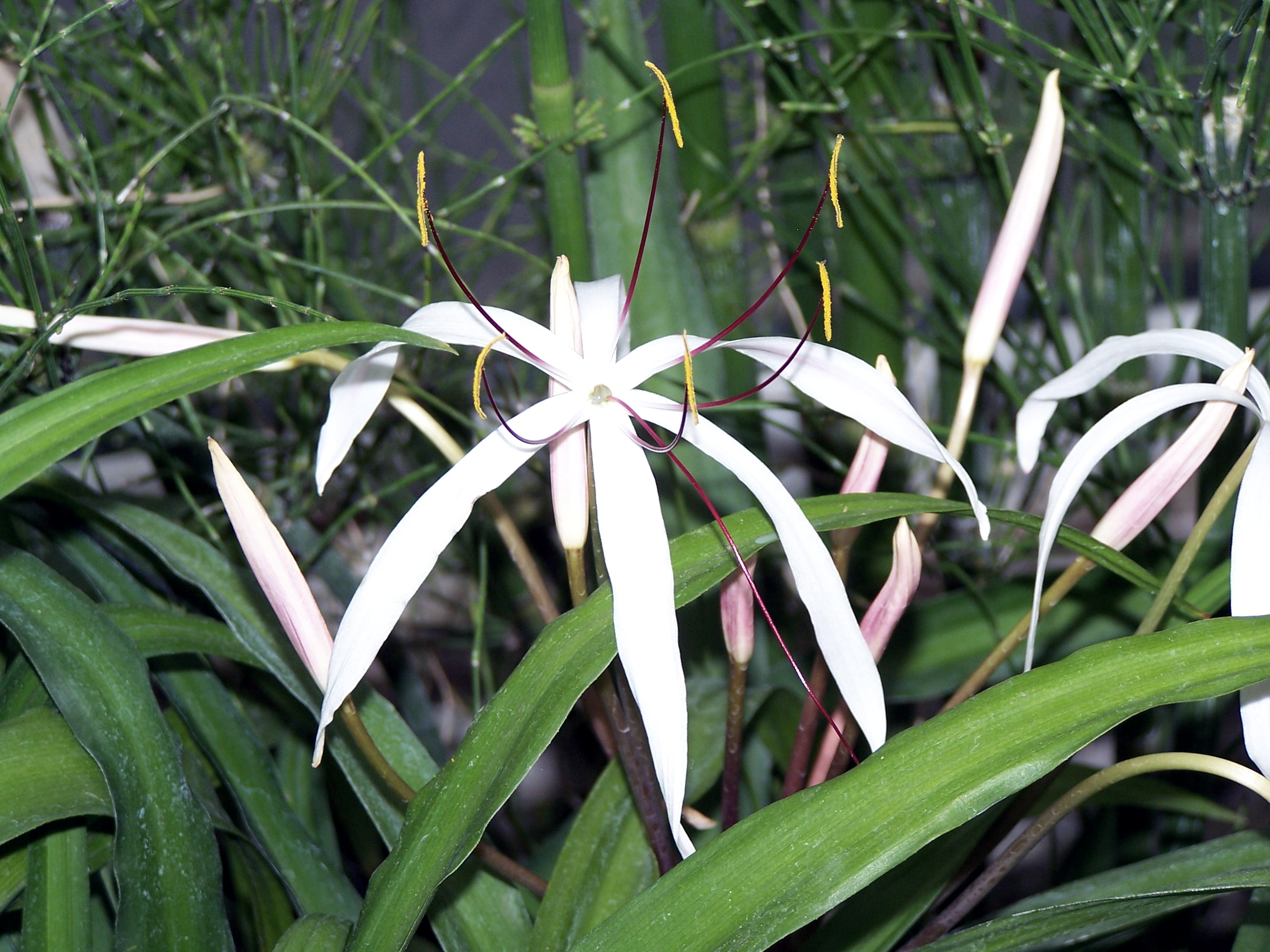
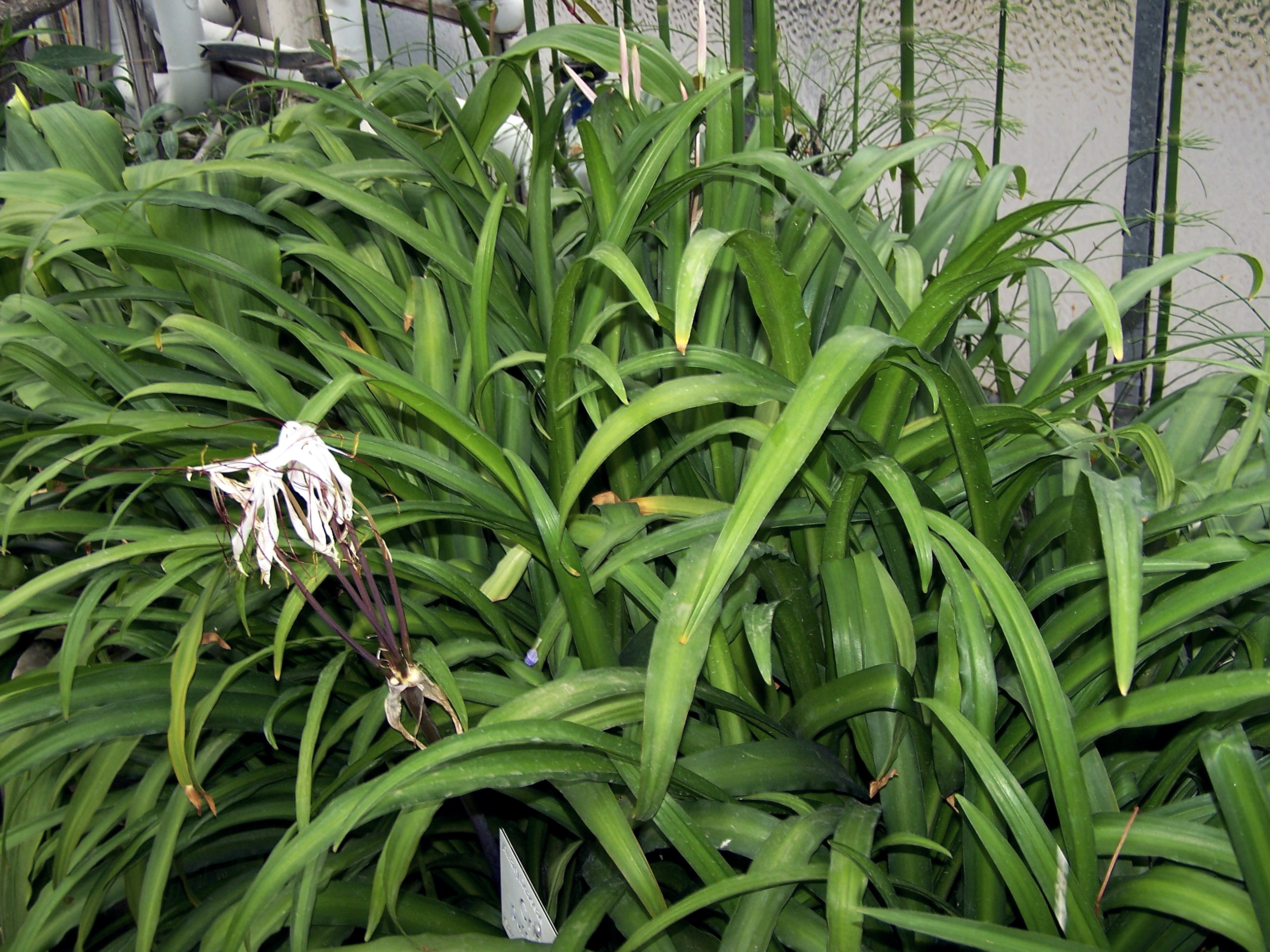
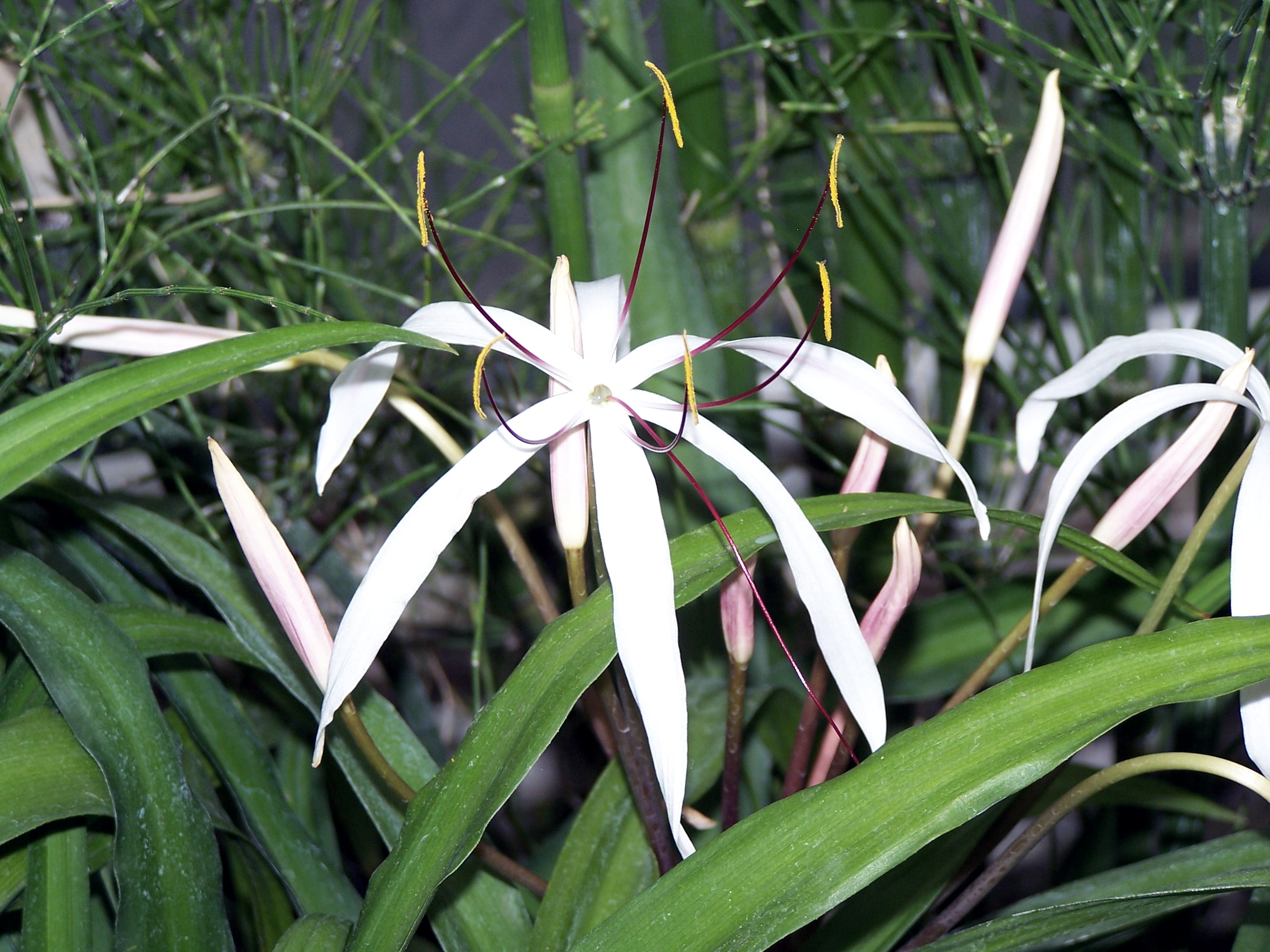